# Sprinter Lighttrain

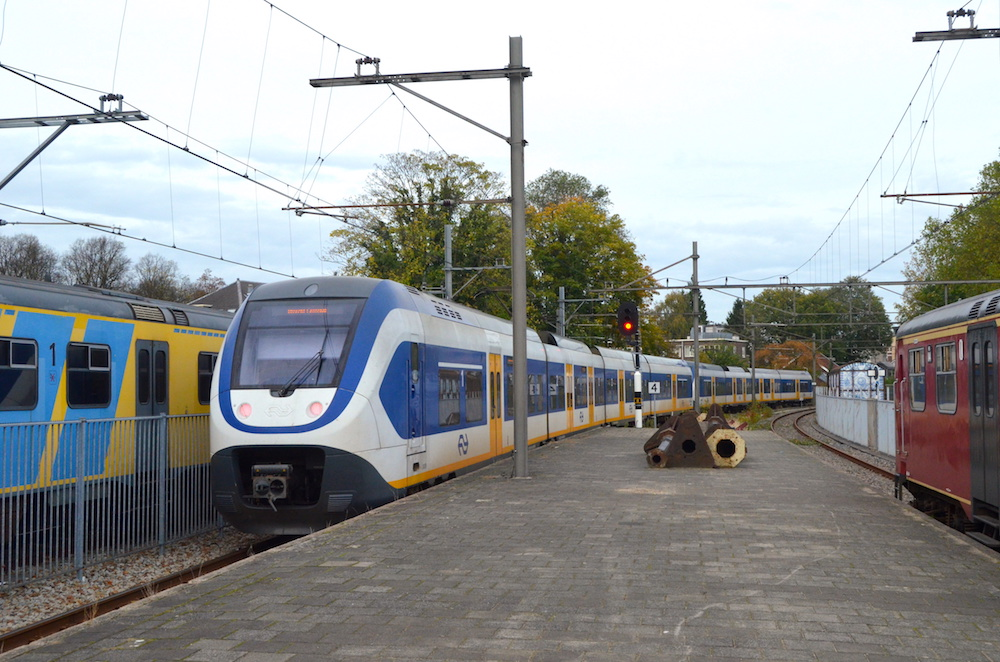
8両編成のSLTがユトレヒト鉄道博物館駅へ入線する様子

Sprinter Lighttrain（スプリンターライトトレイン、SLT）は、オランダ国鉄内でのスプリンター列車 (普通列車) 向けに使用される動力分散方式列車。
4両編成の列車は2400系またはS70形、6両編成の場合は2600系またはS100形と呼ばれます。

## 概要

### SLT購入
1983年に老朽化した64系(Mat'64)の置き換えに関する最初の計画が立てられました。その内容は、1990年代から大量の普通列車を運行させ64系を置き換えるというものでした。1992年から鉄道製造会社タルボットは9編成の試作スプリンター列車を開発。これらの編成には当時新技術であったコンピューター制御・診断システムが搭載されていました。しかし、これらの新技術は予想よりも信頼性が低いということが判明したため、この大規模なタルボットによるスプリンター列車開発計画は2005年に正式に中止となりました。
オランダ国鉄は64系置き換えのための車両を早急に導入したかったため、2005年にスプリンターライトトレイン(2400・2600系)35編成を発注しました。この列車はドイツ鉄道425形をベースに製造されました。
スプリンターライトトレインの製造は2400系がボンバルディア、2600系はシーメンスが行いました。この発注では2400系18編成(2401～2418)と2600系17編成(2601～2617)が製造されました。2008年1月24日、2400系(4両編成)の第二編成2402がオランダに到着し、同年2月18日には2600系(6両編成)の第二編成2602も到着して国内で試運転を行いました。
そして2007年にオランダ国鉄はスプリンターライトトレインをさらに64編成発注すると発表しました。この2回目の発注では、2400系・2600系がそれぞれ32編成(2419～2450・2618～2649)製造され2009年の秋には運行を開始しました。そして2009年に3回目の発注が行われ、2400系19編成(2451～2469)と2600系13編成(2650～2662)が製造、2011年3月に納車され2012年5月3日にSLTの最終編成が到着しました。

### 導入
SLT2400系・2600系の試運転では、これらの列車に数々の問題点があると判明しました。そのため2009年5月～12月までの間試運転は中止となり、2009年9月21日から2010年2月までの間SLTの納車は一時中断となりました。
2008年にオランダ国鉄は数回の試運転を行い、スプリンターライトトレイン(SLT)は当初の計画より約2か月遅れの2009年2月23日、[デン・ハーグ中央 - ズーテメール - ゴーダ - ユトレヒト中央]ルート(インターシティ列車)にて運行を開始しました。乗客はSLTの快適な座席や内装を高く評価し、好意的な意見が多数でした。

### 問題と批判
SLT列車の運行後、いくつかの問題点が浮上しました。まずSLTにはトイレが設置されていなかったため、乗客と乗務員から数々の苦情が発生しました。これは下院をも巻き込む問題となり、2015年から納車される全ての列車にはトイレの設置が義務付けられ、2025年までに運行中の全てのNS車両にトイレを設置させるという決定で解決しました。そして運行から1年程たった2010年の冬、雪解け水がSLTの電気回路をショートさせたため、SLTは雪に上手く対応できないということが判明しました。豪雪地帯がほとんどを占めるオランダで除雪に問題があるというのは非常に重大な問題であり、ボンバルディアはこの問題を解決すべくドイツから30名の技術者を派遣しました。

## 設計
スプリンターライトトレイン(SLT)には4両編成の列車(2400系)と6両編成の列車(2600系)があり、混雑路線では連結を行い[4+4]8両編成、[4+6]10両編成、[6+6]12両編成で運行されることもある。(2020年には16編成での試運転が行われた)また、SLTはそれぞれの形式の全長に由来し、2400系はS70(69.36m)2600系はS100(100.54m)と呼ばれている。
この列車はドイツ鉄道425形をベースに設計され、それをオランダ国鉄の要求するスプリンター車両向けに改良を行いました。例えば、連結を頻繁に行うSLTにはバッファーが搭載されていて列車の強度を上げています。さらにSLTは連接台車を使用しており、走行時の振動を軽減し車両間の移動を素早く行うことができます。
ボンバルディア製2400系は車体の製造をヘニングスドルフ工場、先頭車と仕上げをアーヘンの工場で行いました。シーメンス製2600系は全てユルディンゲンの工場で製造されました。また、ボンバルディアとシーメンスの間で製造数を均一にするために2400系の最終編成(2469編成)はシーメンスによって製造されました。
オランダ国鉄はSLTのリニューアルを計画、車内に車いす用トイレ、自転車置き場、スライドステップなどを設置し、よりバリアフリーな車両へ改造するという計画。2016年に最初の編成がシーメンス・アーヘン工場へ送られ、2017年よりSLTのバリアフリー化リニューアル工事が始まりました。

### 編成構成[4]
- SLTは先頭車両端2つ以外の全ての台車が連接構造となっている。
- 2600系D号車は1ドアと2ドアの間が1等車である。
- 凡例 ・WC=洋式トイレ ・[車]=車いす用スペース

| 2600系 (6両編成) | 号車   | A                  | B          | ＞C＜     | D                | E          | F                |
| 2600系 (6両編成) | 形式   | mABk4 (クモイロ)   | mB3 (モロ) | B2 (サロ) | AB (サイロ)      | mB2 (モロ) | mABk3 (クモイロ) |
| 2600系 (6両編成) | 座席   | 1等・2等           | 2等        | 2等       | 2等・1等・2等    | 2等        | 2等・1等         |
| 2600系 (6両編成) | 座席   | オールクロスシート |            |           |                  |            |                  |
| 2600系 (6両編成) | 設備   |                    | WC・[車]   |           |                  |            |                  |
| 2600系 (6両編成) | 車両長 | 14.6m              | 15.6m      | 15.6m     | 15.6m            | 15.6m      | 14.6m            |
| 2600系 (6両編成) | ドア数 | 1                  | 2          | 2         | 2                | 2          | 1                |
|                  |        |                    |            |           |                  |            |                  |
| 2400系 (4両編成) | 号車   | A                  | ＞B＜      | C         | D                |            |                  |
| 2400系 (4両編成) | 形式   | mABk1 (クモイロ)   | mB1 (モロ) | B1 (サロ) | mABk2 (クモイロ) |            |                  |
| 2400系 (4両編成) | 座席   | 1等・2等           | 2等        | 2等       | 2等・1等         |            |                  |
| 2400系 (4両編成) | 座席   | オールクロスシート |            |           |                  |            |                  |
| 2400系 (4両編成) | 設備   |                    | WC・[車]   |           |                  |            |                  |
| 2400系 (4両編成) | 車両長 | 14.6m              | 15.6m      | 15.6m     | 14.6m            |            |                  |
| 2400系 (4両編成) | ドア数 | 1                  | 2          | 2         | 1                |            |                  |

## 事故
[アムステルダム・ウェスターパーク正面衝突事故]も参照

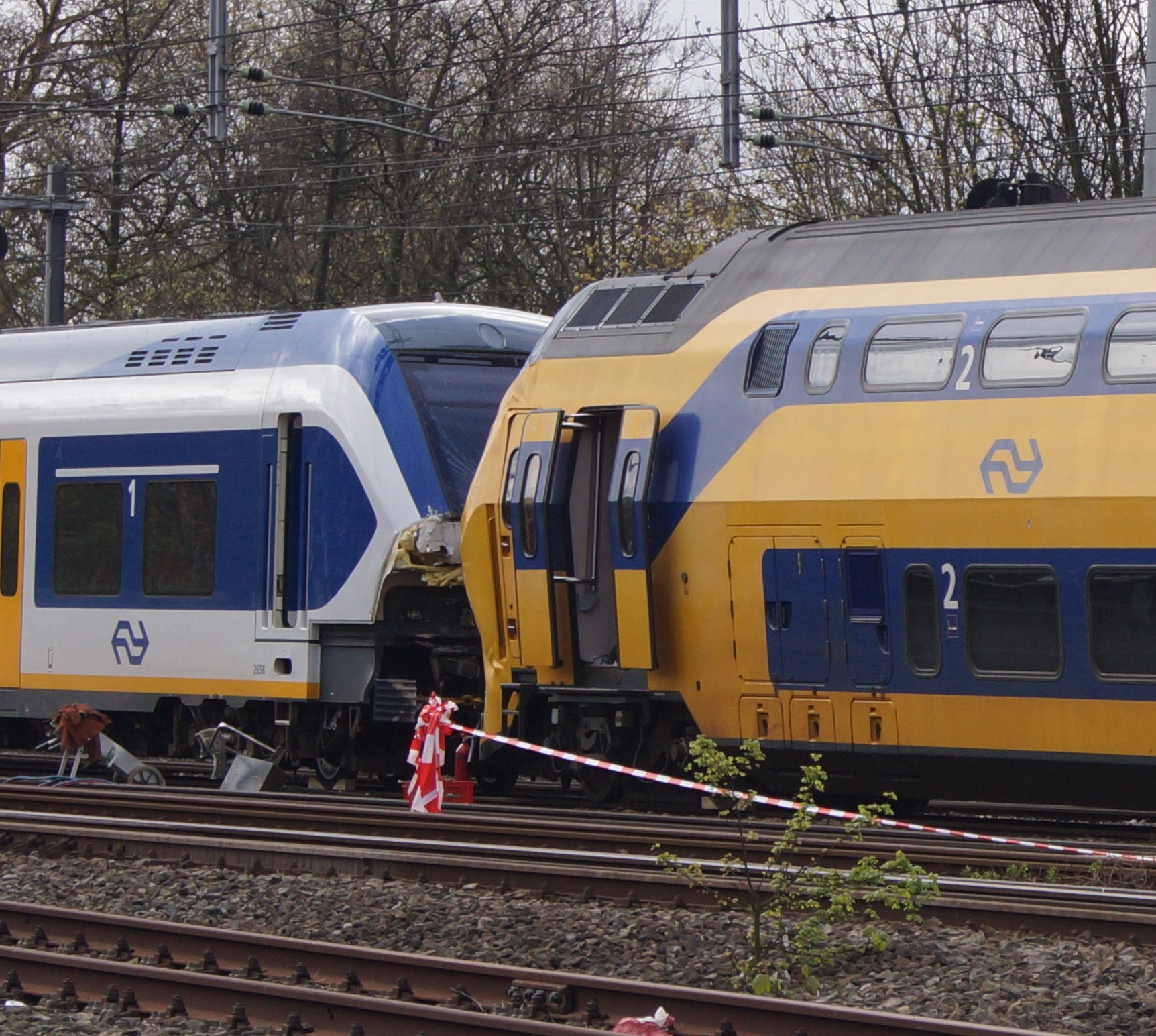
事故により先頭車が大破したSLTとVIRM

2012年4月21日、ロッテルダム発アムステルダム中央行スプリンター4058列車として運行中の2600系2658編成が赤信号を冒進しインターシティ(急行)3067列車VIRM8711編成と正面衝突。死者1名、負傷者190名以上の大事故となった。